# (14025) Fallada
(14025) Fallada ist ein Asteroid des Hauptgürtels, der am 2. September 1994 vom deutschen Astronomen Freimut Börngen an der Thüringer Landessternwarte Tautenburg (IAU-Code 033) in Thüringen entdeckt wurde.
Der Asteroid wurde am 26. Juli 2000 nach dem deutschen Schriftsteller Hans Fallada (1893–1947) benannt, der sozialkritische Novellen verfasste und der Neuen Sachlichkeit zugerechnet wird.